# Résolution Byrd-Hagel
La résolution Byrd-Hagel est une résolution adoptée à l'unanimité aux États-Unis par un vote le 25 juillet 1997, sous l'impulsion des sénateurs Chuck Hagel et Robert Byrd. La résolution stipulait que les États-Unis ne devraient pas signer un traité sur le climat qui « imposerait de nouveaux engagements de limitation ou de réduction des émissions de gaz à effet de serre aux parties visées à l'Annexe I dudit protocole, à moins qu'..[il] n'oblige les pays en développement à réduire durant la même période leurs émissions de gaz à effet de serre, ou causerait un préjudice grave à l’économie des États-Unis ». Cette résolution a interdit aux États-Unis de ratifier le protocole de Kyoto. 